# フェリクロムポジション
フェリクロムポジション （Fe-Cr Position、Ferrochrome Position）は、磁気テープのポジション表示の一つで、IEC TYPE III（ただしオープンリール用、エルカセット用は共にTYPE II）で表示される。コンパクトカセット用のほか、オープンリール用やエルカセット用も存在していたが本項では特にコンパクトカセットのフェリクロムポジションについて記述する。

## 概要
1973年（昭和48年）4月に日本のソニー（現・ソニーグループ）が世界初の2層塗り磁性体を採用したフェリクロムポジション用のDuad（デュアド、1978年（昭和53年）6月の全面改良に伴いDUADに改称）が発売されたのが初出。以後、日本コロムビア（DENONブランド）や米3M社（記録メディア事業部。現・韓オージン）、旧西独BASF社からも同様の製品が発売された。
高域は伸びるが低域に弱いクロムポジション（後のハイポジション、IEC Type II）と、逆に中低域は強いが高域が弱いノーマルポジション（IEC Type I）の両者を併せることで弱点を補完しようという発想から生まれたものである。
基本的に下層に中低域用のγ-ヘマタイト、上層に高域用の二酸化クロムを塗布するため、「フェリクロム（フェリクローム）」「Fe-Cr」テープとも呼ばれるが、他にも上層をコバルト被着酸化鉄にしたり （日本コロムビア「DENON DX5」）、特性の異なるコバルト被着酸化鉄の二層塗布とするもの（ソニー「DUAD〈2代目〉」）も存在する。元々は IEC Type I のみに対応するレコーダーの高域特性を改善するために開発され、後にIEC TypeIIIとして正式制定された。
高級音楽用として、1970年代には各社の最高価格帯の製品として君臨したものの、製造工程の複雑さや専用の録音バイアス・再生イコライザーが必要ではあるが自動ポジション検知は構造上できない等の使用時の煩雑さ等もあり、発売したメーカーは多くない。日本でもOEMを含め、大手のTDK（1970年代当時・東京電気化学工業）、および日立マクセル（現・マクセル）、富士写真フイルム（現・富士フイルムホールディングス）等は採用せず、同価格帯には音楽録音専用に特化した最上級クラス（Super Low-Noise High Output、通称SLH）のノーマルポジションを置いていた。
基本的にフェリクロムポジションはその特性上、ノーマルポジジョン専用のカセットレコーダーで録音することが可能であり、また初期のクロムポジション（ハイポジション）用テープは中域以下の MOL が低いという弱点があったため存在意義があったものの、 ノーマルポジション用、およびクロムポジション（ハイポジション）用の各種カセットテープが改良され、またカセットレコーダーもクロムポジション（ハイポジション）用に対応したものが多くなると存在意義を失うようになり、1978年（昭和53年）12月1日に米3M社の日本法人の住友スリーエム（現・スリーエムジャパン）よりメタルポジション用カセットテープ (IEC Type IV) 「Scotch METAFINE」が日本市場の首都圏にて5,000巻限定で先行発売された。以後、マスターレコーディング（完璧な保存用途のための録音）を前提とした最高級音楽用カセットテープとしての役割はそちらに置き換えられて各社とも撤退し、日本で1980年代まで製造・販売を継続していたのはOEM向けを除き、開発元のソニーのほか、日本コロムビアの2社のみであったが、それも日本コロムビアは1982年（昭和57年）末までに製造・販売終了、ソニーは1991年（平成3年）末までに製造終了、1993年（平成5年）末までに販売終了となった。尤も、ソニー製のカセットデッキでも1984年（昭和59年）10月21日に発売された「TC-K333ES」を皮切りに手動式テープセレクター仕様であっても既存の「カセットデンスケ」こと「TC-D5PRO」（1979年〈昭和54年〉発売）、および「TC-D5M」（1980年〈昭和55年〉発売）を除き、フェリクロムポジション対応カセットデッキ・カセットテープレコーダーは段階的に廃止された。最高価格帯の製品でもあったためか同時期には1社1グレードのみで、価格帯に関しては基本的に同時期のクロムポジション（ハイポジション）用カセットテープと同位または上位、メタルポジション用カセットテープより下位となる。
録音バイアス量はノーマルポジションに比較して 1.1 倍程度であり、また、再生イコライザーの時定数はクロムポジション（ハイポジション）と同じ 70 µs と 3180 µsだった 。
ステレオ・モノラル問わず1970年代に発売されたごく一部のソニー製、およびアイワ（初代法人、現・ソニーマーケティング）製のラジオカセットレコーダー（ラジカセ）ではテープセレクターがノーマルポジションとフェリクロムポジションのみ録音バイアスが対応する機種も存在していた。この場合、クロムポジション（ハイポジション）は事実上、録音バイアスの特性がフェリクロムポジションと大きく異なるため録音不可能となるが、再生イコライザーがフェリクロムポジションや後発のメタルポジションと同一の数値となるため、再生のみの対応となる。

## フェリクロムポジションからもたらされたその後の転用技術
松下電器産業（現・パナソニックホールディングス）が1978年にマイクロカセット用カセットテープ、および1984年にコンパクトカセット用カセットテープとしてそれぞれ開発・製品化した「オングローム」ブランドで投入した蒸着タイプの磁気テープが存在した。通常の塗布層の上にさらに金属コバルトを蒸着させるという、発想自体は極めてフェリクロムポジション的な製品だった。フェリクロムポジションとの相違点は、低域 - 中高域のテープ特性の大部分は下の塗布層に由来しており、上の蒸着層は超高域専用となっている。そのために高域特性を大幅に改善したものの、塗布層自体の性能やベースフィルムへの塗布に必要なバインダーの耐久性が他社の同価格帯と比較して見劣りしていたこと、この当時の普及クラスのメタルポジション用カセットテープをも凌ぐ独特の高域特性のためデッキによって相性の相違や磁気ヘッドの摩耗率などがクロムポジション用カセットテープやメタルポジション用カセットテープより一層大きく、また製造コストの高騰からくる価格設定の高さもあり、1988年末までに生産終了となった。この技術は、蒸着層の超高域信号（ビデオの映像信号）への対応能力を買われて、後にビデオムービーカメラ用ビデオテープの技術として活かされることとなった。

## 過去のフェリクロムポジション用カセットテープ一覧
メーカー毎に、それぞれのラインナップの最初のモデルの生産開始年と、最終モデルの生産終了年（出荷終了年）を記した。
ソニー・CBSソニー（現・ソニー・ミュージックエンタテインメント）
- Duad（初代、ヘマタイト酸化鉄+二酸化クロム 1973年 - 1978年）
- DUAD（2代目、ガンマヘマタイト酸化鉄+コバルト被着系ヘマタイト酸化鉄 1978年 - 1987年）

日本コロムビア・DENON
- DX5（初代はヘマタイト酸化鉄+コバルトドープ、2代目はガンマヘマタイト酸化鉄+コバルト被着系ヘマタイト酸化鉄 1978年 - 1983年）

アイワ（初代法人、現・ソニーマーケティング。細部の仕様は異なるものの同時期のソニーのOEM。後継製品はなく1種のみ）
- FeCr（1975年 - 1978年）

ナガオカ・ジュエルトーン（現・ナガオカトレーディング。細部の仕様は異なるものの同時期の日本コロムビアのOEM。後継製品はなく1種のみ）
- FC（1979年 - 1981年）

3M・Scotch（記録メディア事業部、現・韓オージン）※日本での発売元は住友スリーエム（現・スリーエム ジャパン）
Classic、MasterIII（全てヘマタイト酸化鉄+コバルトドープ）
BASF ※日本での発売元はBASFジャパン
Ferrochrome、FCR、ProIII（全てヘマタイト酸化鉄+二酸化クロム）